# Barthélemy Boganda
Barthélemy Boganda (ur. 4 kwietnia 1910, zm. 29 marca 1959) – środkowoafrykański polityk i duchowny katolicki.

## Życiorys
Od 1945 deputowany do parlamentu francuskiego. Założyciel partii MESAN (Ruch Wyzwolenia Społecznego Czarnej Afryki). Od 1958 szef autonomicznego rządu Republiki Środkowoafrykańskiej (do 1957 zwanej Ubangi-Szari). Odegrał główną rolę w działaniach na rzecz uzyskania przez tę kolonię francuską niepodległości, zapewnił jednak dojście do władzy spokrewnionych z nim następcom: siostrzeńcowi Davidowi Dacko i bratankowi Jean-Bedel Bokassie. Napisał słowa do hymnu Republiki Środkowoafrykańskiej. Był jedną z dziewięciu osób, które w 1959 zginęły w katastrofie lotniczej.
Jego imieniem nazwano stadion narodowy w Bangi.